# Stachytarpheta gracilis
Stachytarpheta gracilis är en verbenaväxtart som beskrevs av Danser. Stachytarpheta gracilis ingår i släktet Stachytarpheta och familjen verbenaväxter. Inga underarter finns listade i Catalogue of Life.